# Anna's kolibrie
De Anna's kolibrie (Calypte anna) is een vogel uit de familie Trochilidae (kolibries). De vogel werd in 1829 door de Franse natuuronderzoeker René Primevère Lesson beschreven en als eerbetoon vernoemd naar de echtgenote Anna de Belle (1802 - 1887) van zijn collega vogelkundige François Victor Masséna (1799-1863).

## Kenmerken
De vogel weegt 4 tot 4,5 gram en daarmee een middelgrote kolibrie. Van boven is de vogel glanzend bronsgroen en van onder grijs gekleurd. De snavel is recht en van gemiddelde lengte, de staart is breed en donker gekleurd. Het mannetje heeft een rood tot donkerpaars gekleurde kop.

## Verspreiding en leefgebied
Deze soort komt voor in zuidwestelijk Canada, de westelijke Verenigde Staten en noordwestelijk Mexico.

## Status
De grootte van de populatie is in 2019 geschat op 9,6 miljoen volwassen vogels. Op de Rode lijst van de IUCN heeft deze soort de status niet bedreigd.  